# Spelmanslag

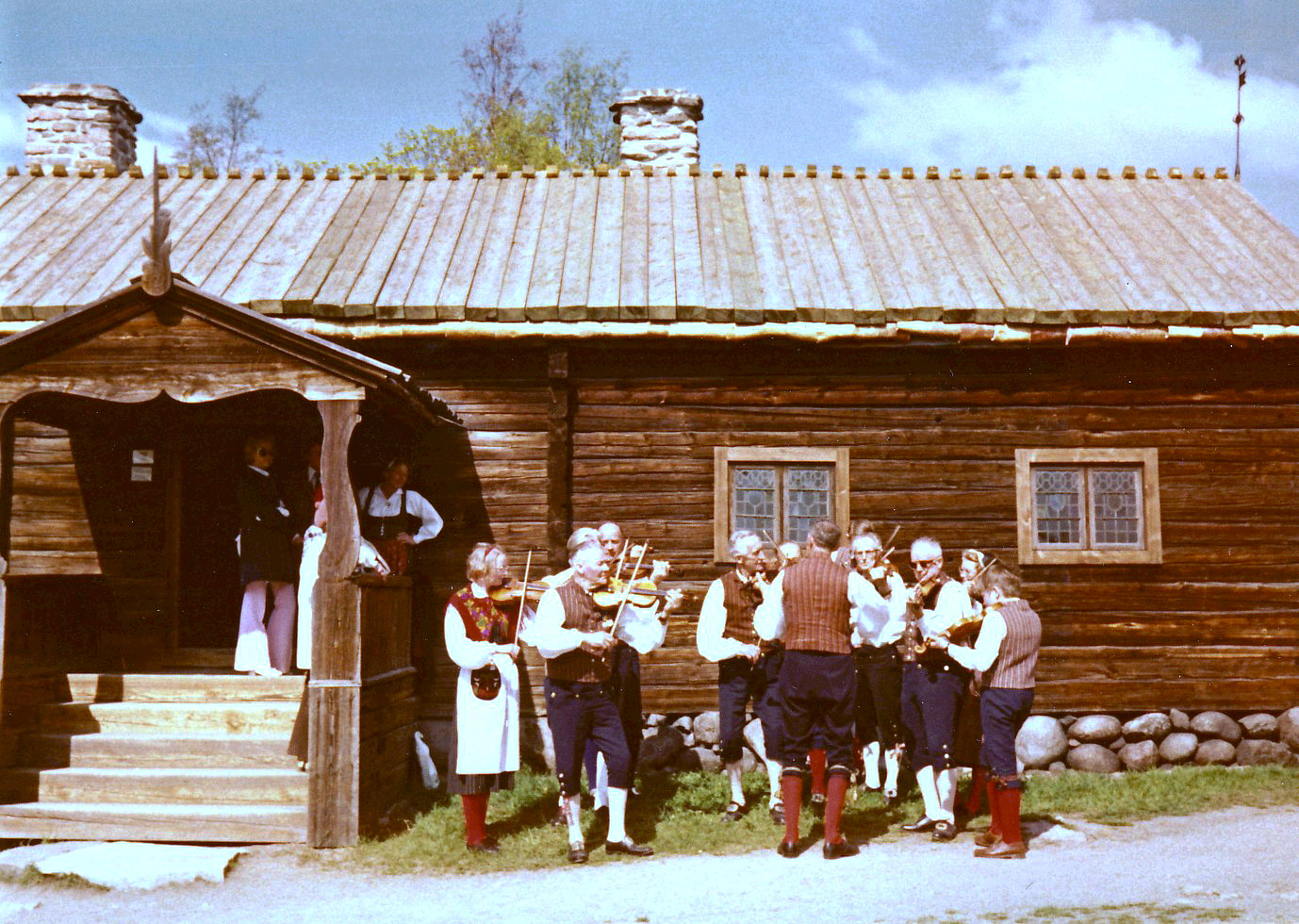
Grupa spelmanslag występująca w skansenie w 1972 r.

Spelmanslag – amatorska organizacja szwedzkich muzyków ludowych, którzy wspólnie grają melodie, zazwyczaj zdominowane przez skrzypce. Często grupy te grają utwory z określonego obszaru Szwecji, z którym są powiązane. Termin ten ma również takie samo znaczenie dla norweskiej muzyki ludowej. Spotkania spelmanslag pełnią funkcję społeczną w równym stopniu, co muzyczną, a pieniądze z płatnych występów zazwyczaj trafiają do grupy, a nie do poszczególnych osób.

## Historia
Choć zjawisko łączenia się w grupy skrzypków ludowych było znane już wcześniej w Szwecji, to pierwszym szwedzkim spelmanslagiem był Dalaföreningens spelmanslag, założony w 1940 roku przez muzyków ludowych z Dalarny, którzy w tym czasie mieszkali w Sztokholmie. W latach 40. zjawisko to rozprzestrzeniło się na całą prowincję Dalarna, a w latach 50. stało się trendem ogólnokrajowym, w czym dużą zasługę miały audycje radiowe prezentujące wykonania zespołów.
Ruch spelmanslag ujrzał nowe życie począwszy od 2003 roku, wraz z ustanowieniem corocznych mistrzostw świata studentów w spelmanslag (Studentspelmanslags-VM) na Festiwalu Folklorystycznym Linköping. Wiele studenckich spelmanslag zostało utworzonych w celu konkurowania. Grupy studenckie charakteryzują się wysoką energią grania i mają w repertuarze melodie z różnych regionów Szwecji.

## Brzmienie

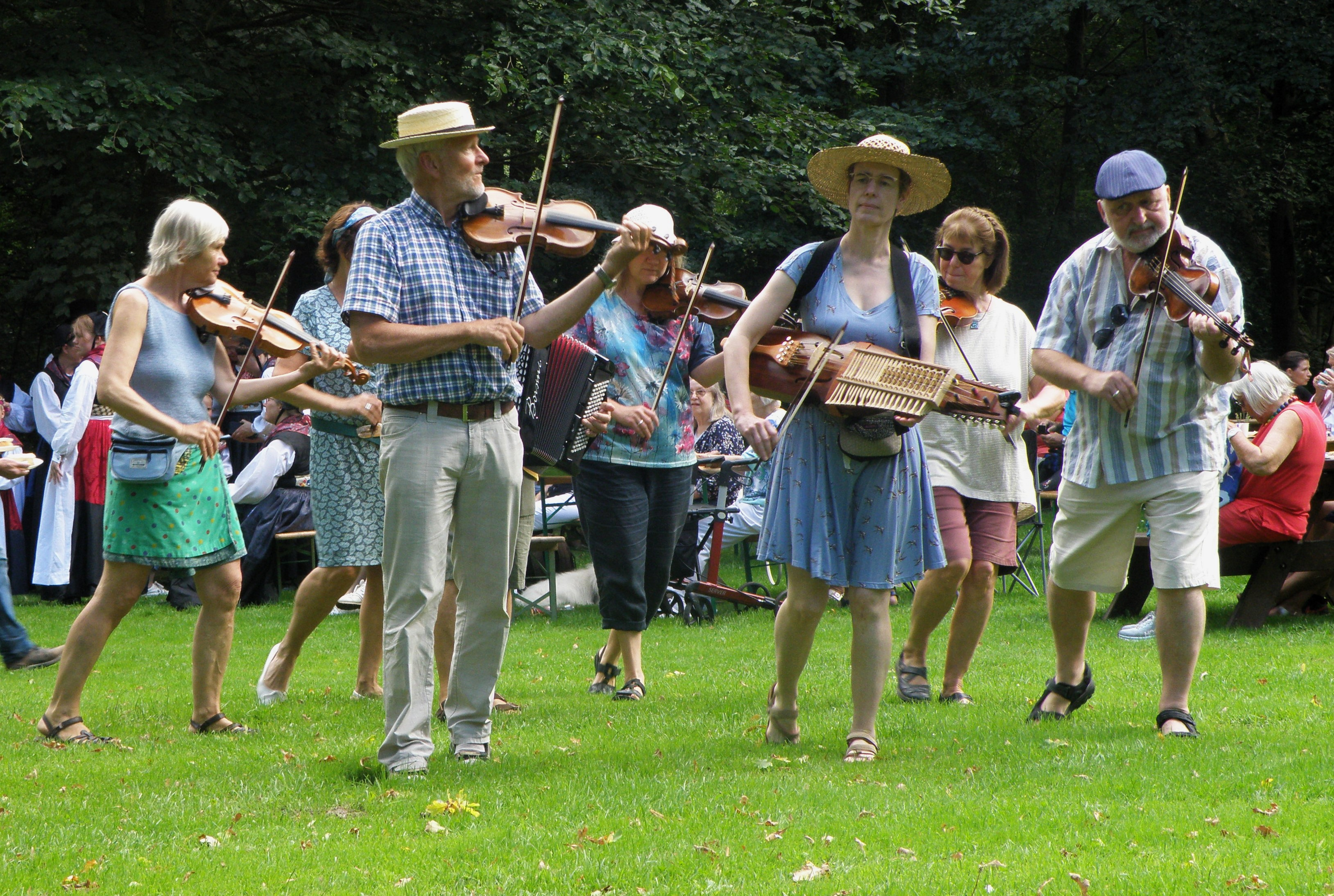
Grupa „Akkerboom Spelmanslag” z instrumentami

Spelmanslag ma charakterystyczną „ścianę dźwięku”, wytwarzaną przez dużą liczbę muzyków grających melodię, z jednym lub niewielką liczbą innych tworzących drugorzędną część harmoniczną, zwykle opartą na tercjach i sekstach. Większość spelmanslag jest zdominowana przez skrzypce, choć niektóre są dedykowane głównie nyckelharpie. Często (ale nie zawsze), spelmanslag będzie miał również jeden lub więcej instrumentów, które wspierają melodię za pomocą progresji akordów, takich jak cytra, klarnet, akordeon, bas i / lub gitara.